# جامع قم
جامع قم (بالفارسية: مسجد جامع قم) هو أحد أقدم المساجد في قم بإيران. يقع جامع قم في وسط مدينة قم.

## معرض الصور

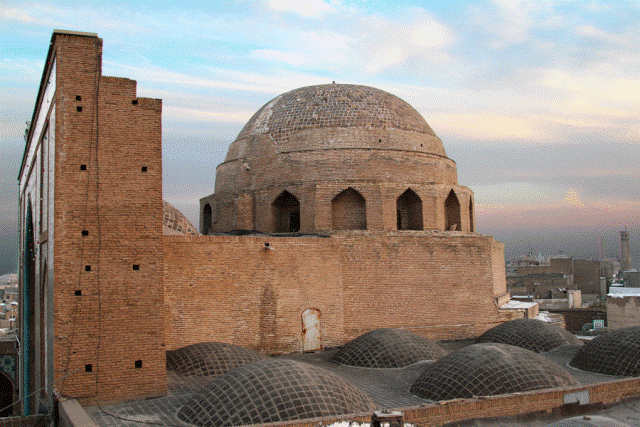
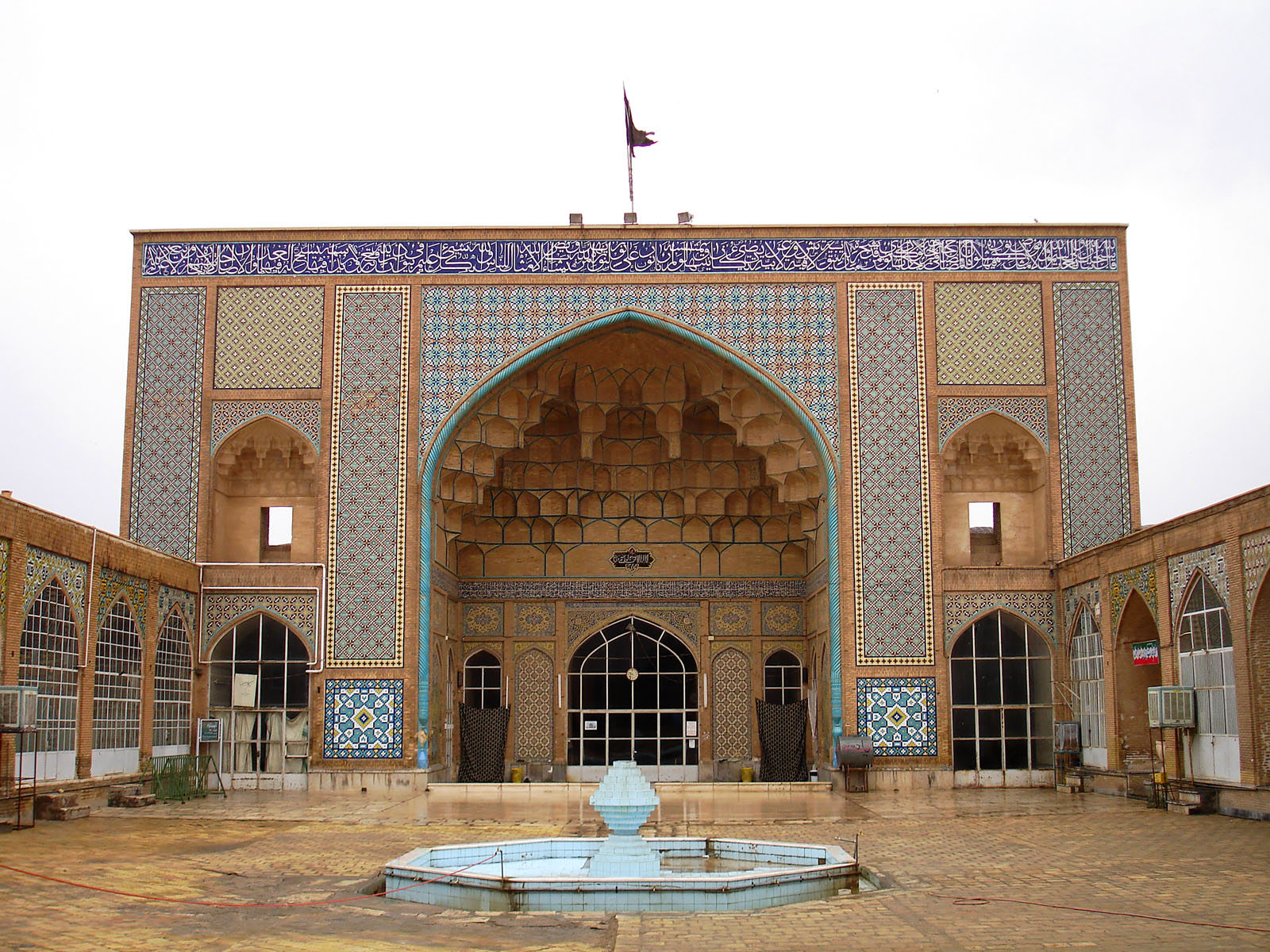
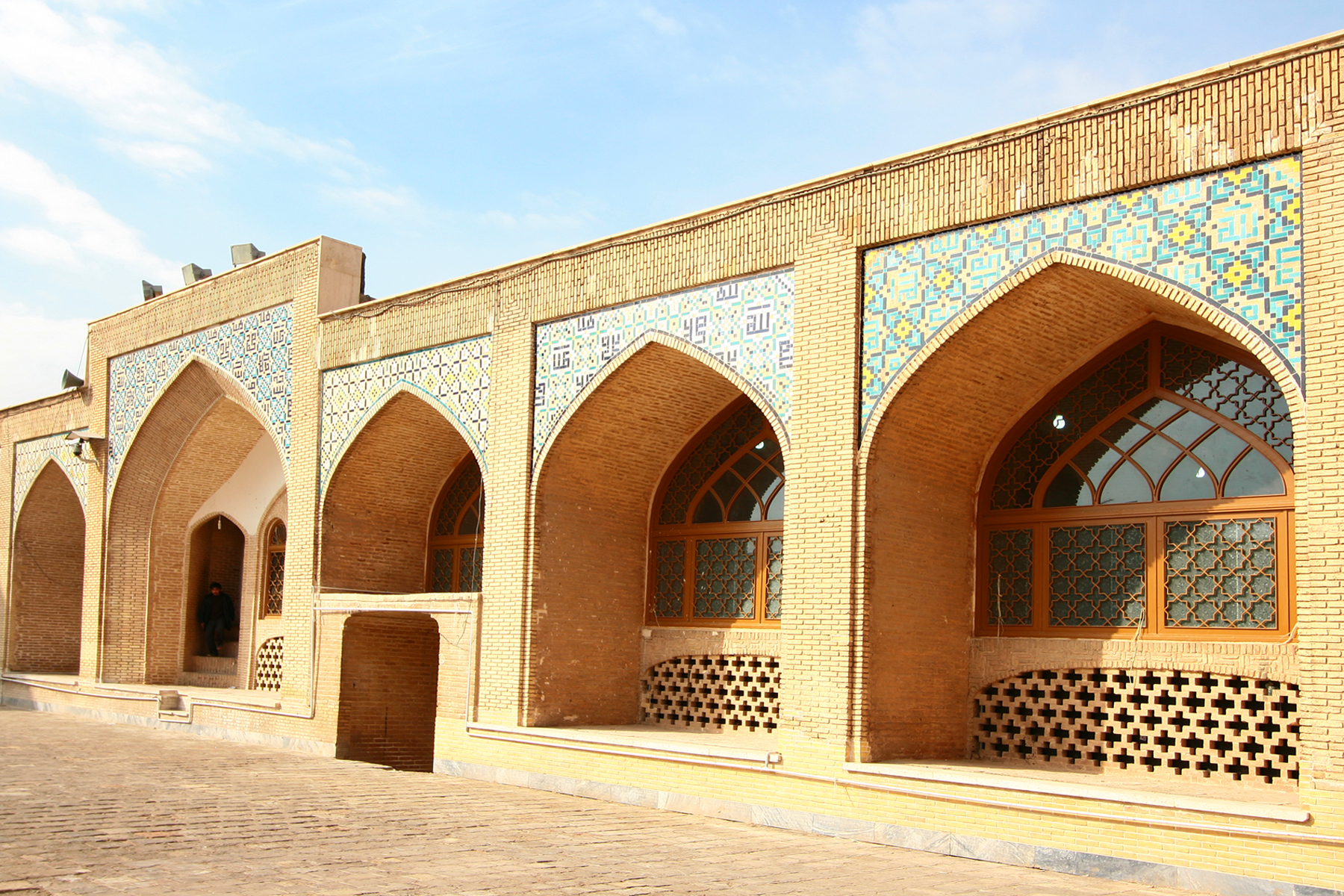
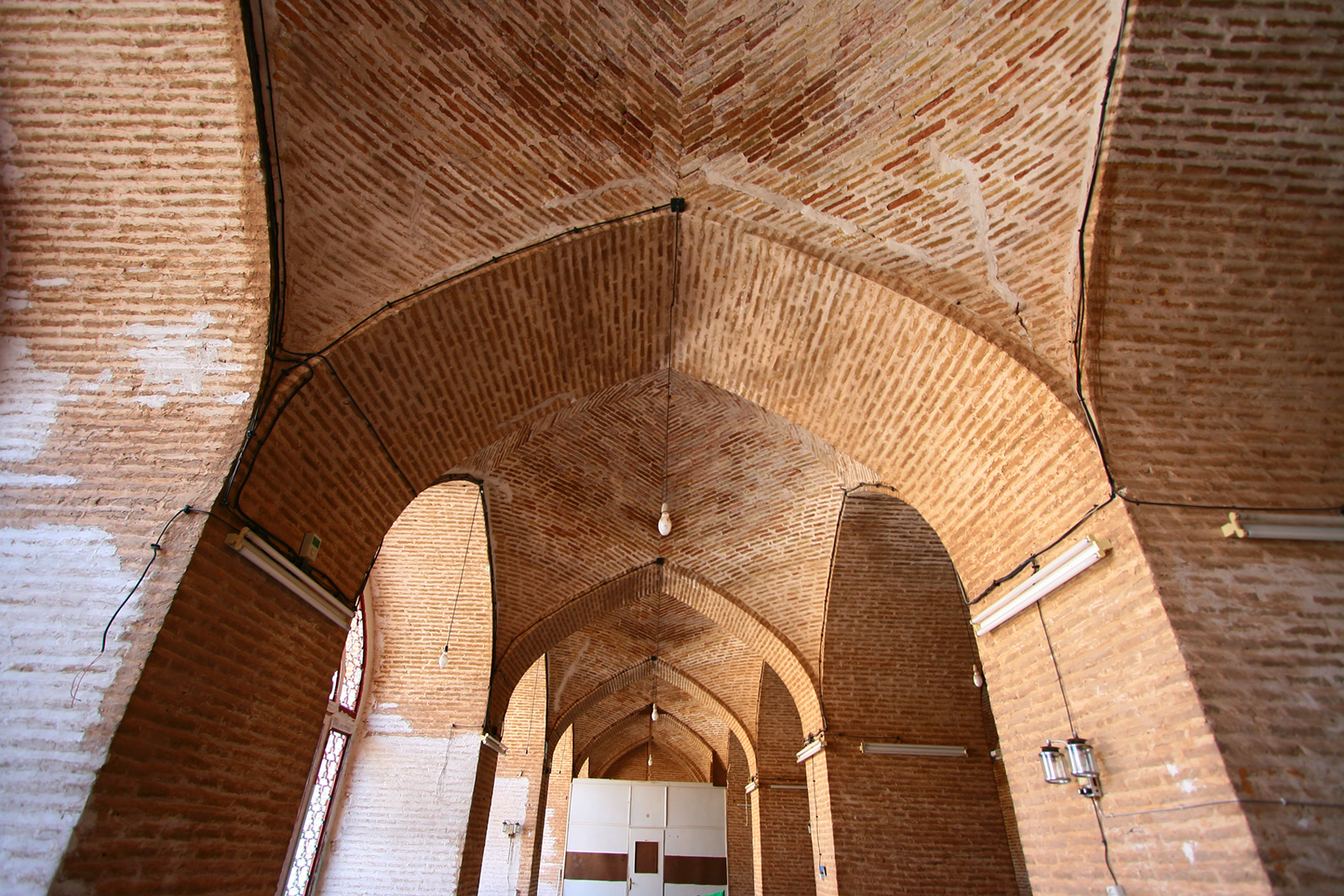